# فریبا داوودی مهاجر
فریبا داوودی مهاجر فعال حقوق زنان و روزنامه‌نگار ایرانی است.
او سردبیر انجمن روزنامه نگاران جوان، عضو مرکزی کمیته سازمان مدافعان آزادی مطبوعات ایران، همچنین عضو شورای عالی سازمان دانش‌آموختگان ایران اسلامی (ادوار دفتر تحکیم وحدت) بود.

## فعالیت‌ها
او دانش‌آموخته رشته علوم سیاسی از دانشگاه آزاد تهران است.
وی برای نشریات اصلاح‌طلبی از جمله «کنشگران» مطلب نوشته است. او از نوشتن برای نشریات مستقل منع شده بود و مطالب و نوشته‌های وی در نشریاتی همچون «روز آنلاین»، «اعتماد»، «یاس نو»، و «گویا نیوز» منتشر می‌گردید. وی هیچ‌گاه سمت دولتی نداشته است.
داوودی در ۲۹ فروردین ۱۳۸۶، به دلیل شرکت در تظاهرات تجمع ۲۲ خرداد ۱۳۸۵، به چهار سال زندان محکوم شد. اتهامات وی اقدام علیه امنیت ملی، تبلیغ علیه نظام، مصاحبه با رسانه‌های خارجی، و نشر اکاذیب بود.
فریبا داوودی مهاجر در سال ۱۳۵۶، زمانی که سیزده ساله بود، در فیلم کوتاه سه ماه تعطیلی به کارگردانی شاهپور قریب و در نقش فرشته بازی کرد.

### ماجرای کشف حجاب
او چادر را شخصاً به عنوان پوشش انتخاب کرد ولی پس از سال‌ها، در برنامه تلویزیونی پارازیت برای نخستین بار در مقابل دوربین کشف حجاب کرد.